# Перевёрнутый Дендермонде
«Перевёрнутый Дендермонде» (англ. Inverted Dendermonde) — бельгийская почтовая марка с перевёрнутым центром, выпущенная в 1920 году.
Её каталожный номер:
- 124F (каталог Михель).
- 139а (каталог Скотт).
- 182А (каталог Ивер)
- 182A-Dr (Officiële Postzegelcatalogus van België, Официальный каталог почтовых марок Бельгии)

## История
65-центовая почтовая марка с изображением ратуши города Дендермонде была выпущена 5 августа 1920 года. Она завершала стандартную серию почтовых марок, выпускавшуюся в 1915—1919 годах, с изображением на марках низких номиналов — от 1 цента до 25 центов — короля Альберта I и высоких номиналов — от 35 центов до 10 франков — различных сюжетов.
Изначально номинал этой почтовой марки должен был быть 20 центов. К моменту выдачи разрешения на её издание почтовые тарифы изменились и возникла необходимость в марке номиналом 65 центов для экспресс-почты.
Был заказан тираж 10 млн марок. Дизайн марки был разработан, выгравирован и напечатан голландской компанией Joh. Enschedé в Харлеме (Нидерланды), имеются два варианта марки: первый тираж был напечатан в листах по 25 экземпляров (5 х 5), второй тираж был напечатан в листах по 100 экземпляров (10 х 10). Это произошло из-за нехватки бумаги.
Эти два тиража могут быть определены по размеру изображения. У первого тиража размер изображения был 26,25 мм х 22,5 мм, а у второго — 27×22 мм. Зубцовка была 11½. Дата окончания почтового обращения — 1 мая 1931 года.

## Перевёртка
Два листа первого тиража были перевёрнуты в центре, так что изображенная ратуша перевёрнута вверх ногами. Скорее всего, причина этой ошибки была аналогична причине появления Перевёрнутой Дженни, поскольку бельгийская марка также выполнена в двух цветах. Первый лист был частично продан в почтовом отделении Гента. После обнаружения ошибки руководство Бельгийской почты отправилось в Энсхеде, чтобы проверить существование других таких листов. Второй лист был обнаружен, доставлен в Брюссель и уничтожен.
Один лист второго тиража также был перевёрнут. 50 экземпляров таких марок были обнаружены в январе 1921 года в Лёвене. Они были конфискованы почтовым ведомством, прежде чем могли быть проданы широкой публике. Остальные 50 все еще находились в Нидерландах и были разрезаны, что засвидетельствовали официальные лица Нидерландов и Бельгии. 50 уже находившихся в Бельгии марок были уничтожены путем их сжигания 21 января 1921 года.

## Известные марки
18 из 25 марок были проданы в почтовом отделении Гента (о. Ганд) 13 августа 1920 года. Когда ошибка была обнаружена, оставалось только 7 экземпляров.
На данный момент известно 17 экземпляров: 15 негашеных и 2 гашеных. Единственное известное гашение — «Ганд 13 августа 1920 года» («Gand 13 August 1920»).
В 1942 году был убит торговец марками из Брюсселя, у которого было два экземпляра такой почтовой марки. Убийца и две марки так и не были найдены.

## Стоимость
Стоимость гашеной марки оценивается в 75 тысяч евро, что делает её одной из самых дорогих марок Бельгии.

## Популярная культура
- В 2003 году эта марка была в центре сюжета комикса «Het mysterie van de omgekeerde zegel» («Тайна перевернутой марки») в серии «Стам ан Пилу» (Stam en Pilou).

- В 2004 году эта марка была в центре сюжета детской книги «De omgekeerde Dendermonde» («Перевернутый Дендермонде») автора Анри Ван Даэля (Henri Van Daele).